# Машенька (мультфильм)
«Ма́шенька» — кукольный цветной мультипликационный фильм для зрителей любого возраста.
В основу сюжета легла русская народная сказка «Машенька и медведь».
Музыкальным фоном фильма служит мелодия русской народной песни «Когда б имел златые горы…».

## Сюжет
Медведь ловит в лесу заблудившуюся Машеньку. Но девочка оказывается маленьким неумелым ребёнком. Ей читали сказки, и она узнаёт медведя, Михайло Потаповича. Подобно героине сказки, Машенька хочет помочь медведю, пытаясь вести себя по-взрослому.
Но она ещё очень мала. Тарелки падают у Машеньки. Каша, варка которой представляется Маше простым делом, убегает.
Так намерение медведя обзавестись в доме хозяйкой и, свалив на неё все хлопоты, спокойно почивать на печи терпит полный крах. Портящий вещи ребёнок для него — лишняя обуза и медведь в конце-концов прогоняет неумёху. И только тут мишка понимает, как ему тоскливо в одиночестве.
Через некоторое время Машенька возвращается к нему.
Фильм завершается дуэтом Машеньки и медведя:
```
Машенька:Девочка 
  Когда б имел златые горы
  И реки полные вина,
  Все отдал бы за ласки, взоры,
  Чтоб ты владела мной одна.

МЕДВЕДЬ:Самец
  Не упрекай несправедливо,
  Скажи всю правду ты отцу —
  Тогда свободно и счастливо
  С молитвой мы пойдем к венцу.

```

## Роли озвучивали
- Ирина Муравьёва — Машенька
- Рогволд Суховерко — Медведь

## Награды
- Приз за режиссуру на II МФАФ «Крок», 1993[1]